# Mac Cozier
Mac Cozier (Orange Park, Florida, Estados Unidos, 23 de octubre de 1973) es un exfutbolista estadounidense. Jugaba de delantero y militó en diversos clubes de Estados Unidos y Chile.

## Clubes
| Club                  | País           | Año         |
| --------------------- | -------------- | ----------- |
| Columbus Crew         | Estados Unidos | 1996        |
| Richmond Kickers      | Estados Unidos | 1997        |
| Deportes Antofagasta  | Chile          | 1998        |
| Jacksonville Cyclones | Estados Unidos | 1999        |
| Charleston Battery    | Estados Unidos | 2000 - 2003 |
| Atlanta Silverbacks   | Estados Unidos | 2003 - 2004 |